# Ali Khalif Galaid

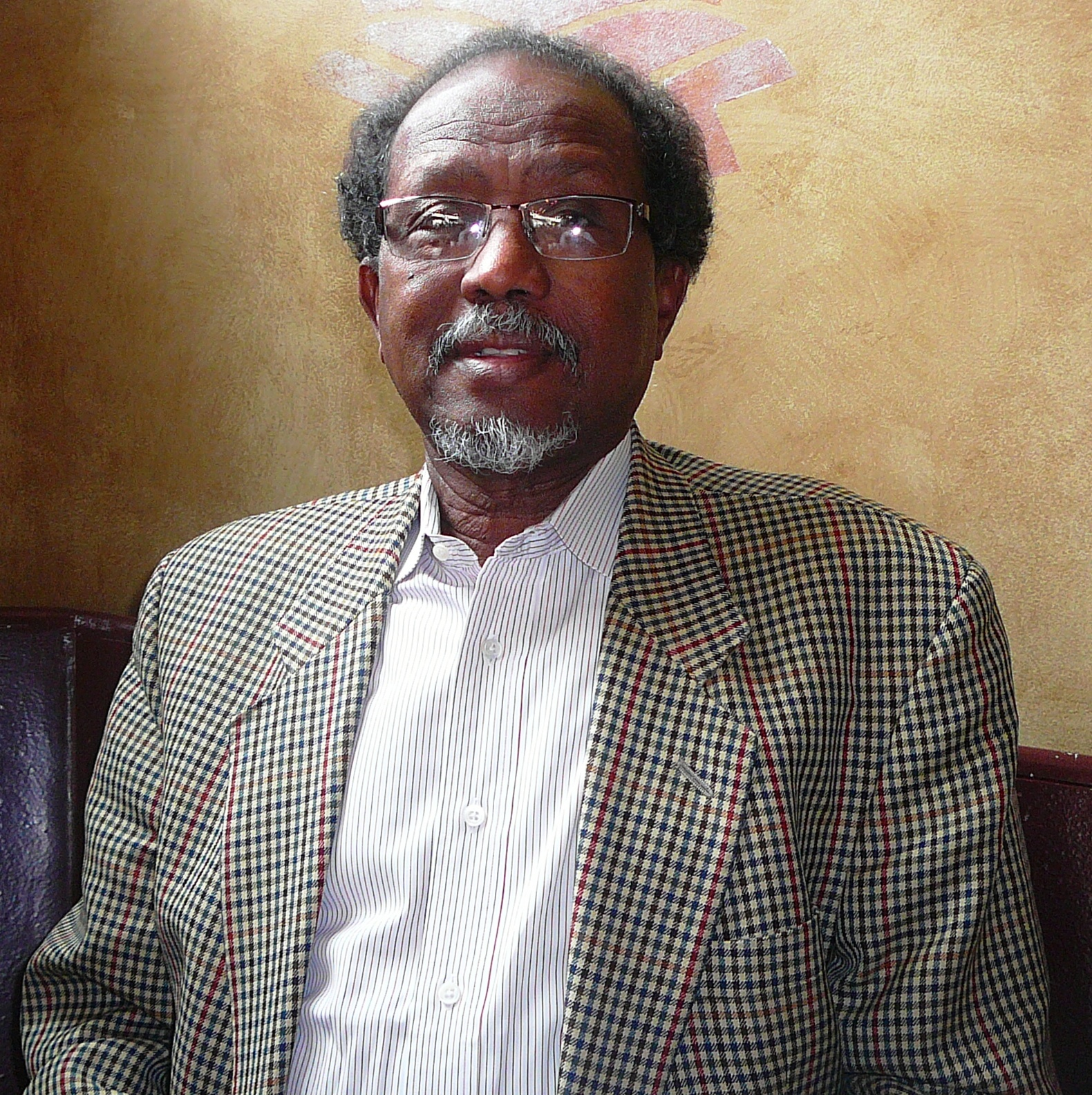
Ali Khalif Galaid

Ali Khalif Galaid (* 15. Oktober 1941 in Las Anod, Somalia; Somali: Ali Khaliif Galaydh; † 8. Oktober 2020 in Jijiga, Äthiopien) war ein somalischer Politiker vom Clan der Dolbohanta-Darod. Er war vom Oktober 2000 bis zum Oktober 2001 Premierminister der Übergangsregierung Somalias.

## Leben
In der letzten demokratisch gewählten Regierung Somalias war Ali Khalif Galaid in den 1960ern im Innenministerium tätig. In den 1970er Jahren führte er zwei große Zuckerunternehmungen, bevor er in den 1980er Jahren unter Siad Barre Industrieminister wurde. Er verließ Mogadischu 1982. 1989 bis 1996 lehrte Galaid an der Syracuse University. Als Delegierter seines Clans nahm er 1991 an der Konferenz in Burao teil, die zur Unabhängigkeitserklärung Somalilands führte.
Zusammen mit seiner Frau baute Galaid in Dubai ein Telekommunikationsunternehmen auf, das zeitweise etwa 3.000 Somalier beschäftigte.
2000 nahm Galaid an der Friedenskonferenz in Arta (Dschibuti) teil, an der die somalische Übergangsregierung gebildet wurde, und wurde daraufhin für rund ein Jahr deren Premierminister. Diese Ernennung wurde im nach Unabhängigkeit strebenden Somaliland wie auch in Puntland, das als autonome Region ebenfalls das Gebiet der Dolbohanta beansprucht, als Provokation wahrgenommen.
Danach lebte Galaid mit Frau und Kindern in Minnesota, unterrichtete am Hubert H. Humphrey Institute of Public Affairs der University of Minnesota und war in der dortigen somalischen Gemeinschaft tätig.